# Nothotalisia peruviana
Nothotalisia peruviana är en tvåhjärtbladig växtart som först beskrevs av Standley, och fick sitt nu gällande namn av Wm. Thomas. Nothotalisia peruviana ingår i släktet Nothotalisia och familjen Picramniaceae. Inga underarter finns listade.